# Nova Odesa
Nova Odesa (in ucraino Нова Одеса?; in russo Новая Одесса?, Novaja Odessa) è una città  dell'Ucraina (11 510 abitanti) situata nel distretto di Mykolaïv nell'oblast' di Mykolaïv. Ospita l'amministrazione della comunità territoriale di Nova Odesa, una delle comunità territoriali dell'Ucraina.
Fino al 18 luglio 2020 Nova Odesa era il centro amministrativo del distretto di Nova Odesa, abolito come parte della riforma amministrativa dell'Ucraina, che ha ridotto a quattro il numero dei distretti dell'oblast' di Mykolaïv.  L'area del distretto di Nova Odesa è stata fusa nel distretto di Mykolaïv.